# 坎氏唇銀漢魚
坎氏唇銀漢魚，為輻鰭魚綱銀漢魚目虹銀漢魚科的其中一種，分布於巴布亞紐幾內亞Markham、Ramu、Sepik及Purari河流域，體長可達7.5公分，為熱帶魚類，棲息在海拔200-1525公尺的山區溪流，生活習性不明。

## 擴展閱讀
維基物種上的相關：坎氏唇銀漢魚